# Viktor Rönneklev
Vikor Rönneklev, född 16 augusti 1982 i Jönköping, är en svensk fotbollsspelare som spelar för Aledals IK. Han spelade för IFK Norrköping i Fotbollsallsvenskan och Superettan under åren 2004-2011

## Karriär
Rönneklev växte upp och fostrades i division 4-klubben Bankeryds SK. Han kom till IFK Norrköping via Husqvarna FF 2004 som tänkt mittfältare men blev omskolad till ytterback av tränaren Mats Jingblad. På den positionen tog han en ordinarie plats och tillsammans med brassen Daniel Bamberg hade IFK en stark högerkant.
I december 2011 skrev Rönneklev på ett flerårskontrakt med Jönköping Södra IF i Superettan. Efter säsongen 2016 avslutade Rönneklev sin fotbollskarriär som elitspelare. Mellan 2017 och 2018 spelade han 12 matcher och gjorde fyra mål för Aledals IK i Division 6. Mellan 2018 och 2019 spelade Rönneklev 22 matcher för Tenhults IF i Division 3. Under säsongen 2019 var han dessutom spelade tränare i klubben då Tenhult blev nedflyttade till Division 4. Säsongen 2020 gjorde Rönneklev fem mål på tre matcher för Aledals IK i Division 6.
Rönneklev var säsongen 2020 assisterande tränare i Mariebo IK:s damlag som spelade i Division 1.